# Nahid Hattar
Nahid Hattar, arab. ناهض حتر (ur. 1960, zm. 25 września 2016 w Ammanie) – jordański pisarz, dziennikarz, karykaturzysta i działacz polityczny.

## Życiorys
Był chrześcijaninem i antyislamistycznym aktywistą wspierającym prezydenta Syrii Baszszara al-Asada. Został aresztowany w sierpniu 2016 po opublikowaniu karykatury zmarłego dżihadysty Abu Saliha (1973-2015) należącego do tzw. Państwa Islamskiego, na której terrorysta leży w niebie na łóżku z dwiema kobietami i paląc prosi Boga by przyniósł mu wino i orzechy.
25 września 2016 został zastrzelony niedaleko Pałacu Sprawiedliwości w Ammanie, gdzie przyjechał do sądu w sprawie karykatury obrażającej islam. Zabójca został aresztowany. Sprawcą okazał się 39-letni muzułmański kaznodzieja z meczetu w Ammanie.